# كأس البحر الأبيض المتوسط داخل الصالات

كأس البحر الأبيض المتوسط داخل الصالات هي مسابقة متعلقة بكرة القدم داخل الصالات للمنتخبات الوطنية من الدول المطلة على البحر الأبيض المتوسط.

## النتائج
| 2010 تفاصيل | طرابلس، ليبيا | كرواتيا | 3 – 1 | ليبيا | سلوفينيا | 4 – 2 | فرنسا |

## تصنيف
| مرك. | فريق     | بطل      | وصيف     | ثالث     | رابع     |
| ---- | -------- | -------- | -------- | -------- | -------- |
| 1st  | كرواتيا  | 1 (2010) |          |          |          |
| 2nd  | ليبيا    |          | 1 (2010) |          |          |
| 3rd  | سلوفينيا |          |          | 1 (2010) |          |
| 4th  | فرنسا    |          |          |          | 1 (2010) |